# What Kind of Fool (Heard All That Before)
A What Kind of Fool (Heard All That Before) című dal az ausztrál énekes-dalszerző Kylie Minogue 1992. augusztus 10-én megjelent vezető kislemeze a Greatest Hits című válogatásalbumról. A dalt Mike Stock, Minogue, és Pete Waterman írta. A producerek pedig Stock és Waterman voltak. 
A "What Kind of Fool (Heard All That Before)" című dal volt a PWL által megjelent utolsó saját kislemez, az ezután következő Celebration című dal a Kool & the Gang nevű csapat dalának feldolgozása. A kislemez 1992. augusztus 10-én jelent meg különböző formátumokban, és pozitív fogadtatásokban részesült a zenekritikusok részéről, sokan dicsérték, mint az utolsó kislemezt a PWL-től. A dal a 17. és 14. helyen végzett Ausztráliában, illetve az Egyesült Királyságban. 

## Előzmények
A dalt Minogue első válogatáslemezéről, a "Greatest Hits"-ről jelentették meg, mint az első kislemezt, mely Minogue saját szerzeménye. Az albumról a második dal a "Celebration" című volt, amely egy feldolgozás. A dalt a Stock Aitken Waterman írta, valamint Minogue is közreműködött a szövegben. A produceri munkálatokat Stock és Waterman végezte. 

## Összetétel

### Kritikák
A zenekritikusok általában vegyes értékelést adtak a dalról. Néhányan az I Should Be So Lucky vagy a Better the Devil You Know című dalokhoz hasonlították, de sokan azt sugallták, hogy a dal agresszívabb volt Minogue érettebb munkáihoz képest, melyek az előző két évben születtek. A Music Week egyik kritikusa így nyilatkozott: "Jelenleg fényes és szellős, de némileg enyhe dallam és kiütések vannak benne néhány korábbi munkájához képest – de ez n em akadályozza meg abban, hogy folytassa a Top 10-as slágerek töretlen sorozatát. Ian McCann a New Musical Expresstől ezt írta: "Kylie pezsgő, nem funky, szokásos termesztésű PWL vitelben, aki nem fogja megunni amit csinál. Tom Doyle a Smash Hits-től ötből hármat adott a dalra, és "twenty dance himnusz"-nak nevezte, mely végtelenül jobb, mint a legtöbb poppy house lemez.
Minogue 2008 októberében az ausztrál Sunday Telegraphnak adott interjúban bevallotta, hogy nem rajong a dalért. "Van egy szám, amit nagyon nem szerettem, és ez a "What Kind of Fool", de rájöttem, hogy el tudok futni, de nem tudok elbújni, ezért átkaroltam az "I Should Be So Lucky"-t és a többi dalt".
A negatív kritikák ellenére a brit Classic Pop magazin 2021-ben a „What Kind of Fool (Heard All That Before)” című dalt a 25. helyre sorolta a Top 40 Stock/Aitken/Waterman dalok listáján, és hozzátette: "Maga Kylie is bevallotta, hogy nem rajong a dalért, mi azonban, úgy gondoljuk, hogy Kylie elveszett gyöngyszeme". 2023-ban Robert Moran a The Sydney Morning Herald ausztrál bulvárlap munkatársa a dalt a 114. helyre sorolta a 183-ból.

## Kereskedelm sikerek
A dal kereskedelmileg nem kapott túl nagy figyelmet, azonban mérsékelt sláger lett az Egyesült Királyságban, és Ausztráliában, ahol a 17. helyen debütált. Öt hét után a 17. helyen érte el a csúcsot. A dal a 16. helyen debütált a brit kislemezlistán, később a 14. helyre sikerült jutnia, ahol elérte a csúcsot, és öt hétig maradt a listán. A dal az ír kislemezlistán a 22. helyen debütált, de két hét múlva már kiesett onnan.

## Videoklip
A "What Kind of Fool" című dalhoz készült klipben Minogue egy takaró előtt napozik, míg a mögötte egy férfi színész áll egy rózsával. Később az a kép tárul a néző elé, hogy Minogue és a férfi egy hálószobában veszekszik. Minogue egy hidon kék kockás ruhában táncol a reflektorfényben, majd később az asztal tetején táncol, miközben ugratja szeretőjét. A klip később azzal ér véget, hogy Minogue megcsókolja a férfit, majd kisétál a szobából, a férfi pedig magára hagyva egy székre ül. Maga a dal fogadtatása Minogue egyik legkevésbé sikeres kislemeze lett. A kislemez videója olyan jeleneteket idézett fel, amelyeket Brigitte Bardot tett híressé az 1956-os And God Created Woman című filmben. A dal 2011-ben szerepelt az MTV Classic csatornán az Evolution of...Kylie Minogue című műsorban, a hol a 31. helyezett volt.

## Formátumok és számlista
| - CD single 1. "What Kind of Fool (Heard All That Before)" 2. "What Kind of Fool (Heard All That Before)" [No Tech No Logical Remix] 3. "What Kind of Fool (Heard All That Before)" [Tech No Logical Remix] 4. "Things Can Only Get Better" [Original 7" Mix] - 7" kislemez 1. "What Kind of Fool (Heard All That Before)" 2. "Things Can Only Get Better" [Original 7" Mix] - 12 bakelit 1. "What Kind of Fool (Heard All That Before)" [No Tech No Logical Remix] 2. "What Kind of Fool (Heard All That Before)" [Tech No Logical Remix] 3. "Things Can Only Get Better" [Original 12" Mix] - Kazetta single 1. "What Kind of Fool (Heard All That Before)" 2. "Things Can Only Get Better" [Original 7" Mix] | - Digitális EP (Korábban jelent meg új mixekkel, 2009-ben) 1. "What Kind of Fool (Heard All That Before)" 2. "What Kind of Fool (Heard All That Before)" [No Tech No Logical Remix] 3. "What Kind of Fool (Heard All That Before)" [Tech No Logical Remix] 4. "What Kind of Fool (Heard All That Before)" [12" Master Mix] 5. "What Kind of Fool (Heard All That Before)" [Instrumental] 6. "What Kind of Fool (Heard All That Before)" [Backing Track] 7. "Things Can Only Get Better" [Original 7" Mix] 8. "Things Can Only Get Better" [Original 12" Mix] 9. "Things Can Only Get Better" [Original Instrumental] 10. "Things Can Only Get Better" [Original Backing Track] |

## Slágerlista
| Slágerlista (1992)                    | Legjobb helyezések |
| ------------------------------------- | ------------------ |
| Ausztrália (ARIA)                     | 17                 |
| Belgium (Ultratop 50 Flanders)        | 36                 |
| Europe (Eurochart Hot 100)            | 53                 |
| Németország (Media Control Charts)    | 81                 |
| Írország (IRMA)                       | 22                 |
| Egyesült Királyság (UK Singles Chart) | 14                 |